# エンターテインメント・スタジオズ
エンターテインメント・スタジオズ株式会社（英語: Entertainment Studios, Inc.）（アレン・メディア・グループ（英語: Allen Media Group）とも呼ばれる） は、アメリカ・ロサンゼルスに拠点を置くメディア・エンターテインメント企業。1993年に実業家のバイロン・アレンによって所有・設立されたこの企業は、当初、アメリカのテレビシンジケーション向けの最初のテレビシリーズの制作と配給に携わっていたエンターテインメント・スタジオズ・ネットワークス部門の下で、デジタルケーブル・衛星チャンネルのグループも運営しており、オリジナル番組とこの企業のシンジケートコンテンツを組み合わせて放送している。
2010年代後半には、映画配給市場への参入、NBCユニバーサルとベイン・キャピタルからザ・ウェザー・チャンネルを買収、シンクレア・ブロードキャスト・グループと提携して、ダイアモンド・スポーツ・グループを通じて地域スポーツネットワークチェーンのバリー・スポーツを運営、別のマイノリティーが所有するメディアグループのバイユー・シティ・ブロードキャスティングからテレビ局を買収するといった、いくつかの主要な事業拡大を行った。

## 歴史
エンターテインメント・スタジオズは、バイロン・アレンによって「CFエンターテイメント（CF Entertainment）」として1993年に設立された。同社は当初、インタビューシリーズや法廷番組（大部分は実際の証言から台本化されたもの）を含む、低コストでシンジケート化されたノンフィクション番組の制作に重点を置いていた。アレンは、これらの番組のいくつかのホストを務めた。2003年12月、CFは現行の「エンターテインメント・スタジオズ（Entertainment Studios）」になった。
2011年12月に最初の映画及び舞台プロジェクトにゴーサインを出し、サミー・デイヴィスJr.の生涯を題材にした伝記映画と演劇の制作権を、デイビスと俳優兼歌手のトレーシー・デイビスの娘から取得した。
2012年に台本のある番組に乗り出し、第3四半期にはシットコム『Mr. Box Office』と『The First Family』が開始された。どちらも、デブマー＝マーキュリーの10-90モデルと同様の加速生産モデルの下で、2年間にわたって104のエピソードに設定されていた。2つの30分の番組は、週末のプライムタイムの2時間の番組ブロックとして取り上げられ、各番組の2つのエピソードが、トリビューン、ワイゲル、CBSテレビジョン・ステーションズの各グループによって連続して放送された。同年12月10日に、8番目のケーブルチャンネルと最初の広告サポートサービスであるJustice Central.TVを開始した。
2015年を通じて、AT&T、コムキャスト、チャーター・コミュニケーションズに対し、自社のケーブルチャンネルを放送していないマイノリティー経営のエンターテイメント企業に偏見を持っているとして、人種差別を理由に個別に訴えた。AT&Tは12月に和解し、AT&TのディレクTVラインナップにエンターテインメント・スタジオズの7つのチャンネルが追加された。エンターテインメント・スタジオズは、チャーターとFCCに対して同様の訴訟を起こした。コムキャストの訴訟は、最初は地方裁判所で却下されたものの、第9巡回裁判所で訴訟を進めることが許可され、コムキャストは、2019年11月に行われた「コムキャスト対全米アフリカ系アメリカ人所有メディア協会事件」事件の審理を最高裁判所に申し立てることに成功した。
2015年10月、フリースタイル・リリーシングを非公開の金額で「8桁の上の方のために封印されたと言われている」と買収した。フリースタイルは、Netflixとの出力契約も結んでいた。フリースタイルの買収は、新しいエンターテインメント・スタジオズ・モーション・ピクチャーズ（Entertainment Studios Motion Pictures）部門を通じて、映画配給への拡大を強化するために使用された。その最初のリリースである「海底47m」は、興行収入で4,400万ドルを獲得した。
2016年6月、アフリカ系アメリカ人が関心を持つニュースに焦点を当てたニュースウェブサイトであるTheGrioを買収した。2017年9月中旬、Sports.tvとして知られるオーバー・ザ・トップスポーツストリーミングサービスを開始する計画を発表した。
2018年3月22日、NBCユニバーサル/ベイン・キャピタル/ブラックストーン・グループのパートナーシップからザ・ウェザー・チャンネルのテレビ資産を取得する意向を発表した。実際の価値は明らかにされていないが、約3億ドルと報告されており、2年前にIBMに個別に売却されたチャンネルのテレビ以外の資産は、売却に含まれなかった。
2018年9月、ドイツ銀行証券、ジェフリーズ・フィナンシャル・グループ、ブライトウッド・キャピタル・アドバイザーズ（Brightwood Capital Advisors）、コメリカを通じて5億ドル相当の信用枠を手配したと発表した。アレンは、これらの資金は、さらなる「大規模な」買収、制作、その他の一般的な費用に使用される予定であると説明した。「バラエティ」誌とのインタビューで、アレンは自分は「売り手ではない」と述べ、「かなり大きな会社になるには1～2回買収する必要がある」と述べた。2019年5月3日、子会社のダイアモンド・スポーツ・グループの下で、エンターテインメント・スタジオズが、シンクレア・ブロードキャスト・グループによるFOXスポーツネットワークス（現：バリー・スポーツ）の買収のエクイティ及びコンテンツパートナーになることが発表された。
2019年5月6日、インディアナ州エバンズビルのWEVV-TVとWEEV-LD、ルイジアナ州ラファイエットのKADN-TVとKLAF-LDを含むバイユー・シティ・ブロードキャスティングの放送局を1億6500万ドルで買収することにより、テレビ局の所有権を拡大すると発表した。各放送局は、新しいユニット、「アレン・メディア・ブロードキャスティング（Allen Media Broadcasting）」の下で運営される。売却は同年7月31日に完了した。10月1日、アレン・メディア・グループはUSAテレビジョンから11局を2億9000万ドルで購入することに合意した。ハートランドの放送局の売却は11月22日にFCCによって承認され、2020年2月11日に完了した。同年8月17日、同社はSJLブロードキャスティングからハワイにあるABC提携局のKITVを3,000万ドルで買収したことを発表した。
2020年6月、コムキャストは、最高裁判所の人種差別訴訟の和解の一環として、エンターテインメント・スタジオズのComedy.TV、JusticeCentral.TV、Recipe.TV、ザ・ウェザー・チャンネルを放送し、アレン・メディア・ブロードキャスティングのテレビ局の再送信同意に同意した。
2021年5月、アレンはファーストフードチェーンのマクドナルドを100億ドルで訴え、施設全体の広告について「人種的なステレオタイプ化と契約拒否のパターンを通じて、エンターテインメント・スタジオズとウェザー・グループ（Weather Group）を意図的に差別した」と主張した。
2022年7月、アレン・メディア・グループは、破産したブラック・ニュース・チャンネルをシャヒド・カーンから1,100万ドルで買収し、別のサービスとして廃止され、その搬送TheGrio.TVに統合された。

## エンターテインメント・スタジオズが配給するテレビシリーズ
エンターテインメント・スタジオズは歴史的に、放送局が権利料を支払う必要のない物々交換モデルを使用して配信されるシンジケート番組で知られている。同社は、全ての番組で総視聴者数を保証する全国的な広告枠を販売し、収益を放送局と共有している。アレンは、このビジネスモデルは、シンジケーション市場から番組を取得する余裕のない放送局を引き付けるのに効果的であり、「全てのテレビ番組で、おそらく1週間に2,000万から2,500万人の視聴者を提供している」と述べている。
様々なコスト削減手法を採用しており、非組合スタッフの使用、制作の合理化による複雑さの軽減などを行っていることにより、番組制作のペースを速めることができた。これらの慣行の顕著な例は、このジャンルの他の人気のあるエントリのように仲裁に基づくのではなく、俳優でドラマ化された法廷番組に見られ、アレンは「ブルームバーグ」に対し、このモデルでは「航空運賃、ホテル、警備の費用はかからず、請求や和解の費用もかからない」と説明した。スタジオの最初の作品である『エンターテイナーズ・ウィズ・バイロン・アレン』では、メディアが使用するために映画スタジオから提供された機材を使用してジャンケットでのインタビューを撮影することで、予算の制約を回避した。
これらの慣行により、エンターテインメント・スタジオズの一部の番組は、深夜などの低視聴率の時間帯に放映された番組や、新しいエピソードを長期間制作していない番組であっても、かなりの額の広告収入を得ることができた。

### 法廷番組
- アメリカズ・コート・ウィズ・ジャッジ・ロス（英語版）
- ジャスティス・フォー・オール・ウィズ・ジャッジ・クリスティーナ・ペレス（英語版）
- ジャスティス・ウィズ・ジャッジ・マブレアン（英語版）
- シュプリーム・ジャスティス・ウィズ・ジャッジ・カレン（Supreme Justice with Judge Karen）
- ザ・バーディクト・ウィズ・ジャッジ・ハチェット（英語版） [32]
- ウィー・ザ・ピープル・ウィズ・ローレン・レイク（英語版）（2011年 - 2012年、2022年 - 現在）

### シットコム
- The First Family（英語版）（2012年9月 - 2015年4月25日） - シンジケート
- Mr. Box Office（英語版）（2012年9月 - 2015年4月25日） - シンジケート[33]

### ゲーム番組
- ファニー・ユー・シュッド・アスク（英語版）
- フー・ワンツ・トゥ・デート・ア・コメディアン?（英語版）

### シンジケートスペシャル
- Comedy Jam
- Feel the Beat
- Happy Holidays America
- We Have a Dream

### トーク・マガジンシリーズ
- Beautiful Homes & Great Estates
- Career Day
- コミックス・アンリーシッド（英語版）
- Designers, Fashions & Runways
- エンターテイナーズ・ウィズ・バイロン・アレン（英語版）
- Global Business People
- The Gossip Queens
- Latin Lifestyles
- Kickin' It with Byron Allen
- Urban Style
- The Writer's Hot List
- The Young Icons

### その他の番組
- ジ・アメリカン・アスリート（英語版）
- The World's Funniest Weather

## 資産

### エンターテインメント・スタジオズ・ネットワークス

#### ケーブル・デジタル
- Automotive.TV
- Cars.TV
- Comedy.TV
- ES.TV[34]
- MyDestination.TV
- Pets.TV
- Recipe.TV[34]

#### テレビチャンネル
- ジャスティス・セントラル（Justice Central）は、AT&T U-verseのファミリー層で2012年12月10日に開始された[10]。
- ウェザー・チャンネル・グループ（Weather Channel Group）
  - ザ・ウェザー・チャンネル（英語版）
  - ウェザースキャン（英語版）
  - ローカル・ナウ（英語版）

### アレン・メディア・ブロードキャスティング
アレン・メディア・ブロードキャスティング有限責任会社（Allen Media Broadcasting, LLC）は、エンターテインメント・スタジオズが所有するアメリカのテレビ局運営会社。
2019年5月6日、エンターテインメント・スタジオズは、インディアナ州エバンズビルのWEVV-TVとWEEV-LD、ルイジアナ州ラファイエットのKADN-TVとKLAF-LDを含むバイユー・シティ・ブロードキャスティングの放送局を1億6,500万ドルで買収することにより、テレビ局の所有権を拡大すると発表した。各放送局は、新しい部門アレン・メディア・ブロードキャスティングの下で運営される。アレン・メディアは、知られている3番目の入札者として、テグナのテレビ放送局グループに申し出を行った。
2021年4月29日、グレイ・テレビジョンがクインシー・メディアを買収する条件として、アレン・メディアがグレイから7つの市場で10局をクインシーが所有する局の売却から、3億8000万ドルで購入すると発表された。これらは、グレイが既に所有していた放送局で、ほとんどが北中西部（Upper Midwest）にある。グレイとの別の契約で、アレンはミシガン州フリントにあるWJRT-TVを買収したが、グレイはメレディス・コーポレーションのローカルニュース部門との合併により、競合するWNEM-TVを維持した。

#### テレビ局
放送局は、州及び都市のライセンスによってアルファベット順に並べられている。
備考：
- # 2019年にアレン・メディアが買収する前にバイユー・シティ・ブロードキャスティング（英語版）が所有していた放送局を示す。
- § 2020年にアレン・メディアが買収する前にハートランド・メディア（英語版）が所有していた放送局を示す。
- ¤ 2021年にグレイ・テレビジョンがクインシー・メディア（英語版）とメレディス・ローカル・メディアを買収したことから、アレン・メディアが売却した放送局を示す。

| 放送地域免許/市場                                 | 放送局                             | チャンネル TV（RF） | 所有開始年 | ネットワーク所属                                |
| ------------------------------------------------- | ---------------------------------- | ------------------- | ---------- | ----------------------------------------------- |
| アラバマ州ハンツビル                              | WAAY-TV §                          | 31（17）            | 2020年     | ABC                                             |
| アリゾナ州ツーソン                                | KVOA ¤                             | 4（23）             | 2021年     | NBC Cozi TV（DT2）                              |
| カリフォルニア州チコ - レディング                 | KHSL-TV §                          | 12（36）            | 2020年     | CBS The CW（DT2）                               |
| カリフォルニア州チコ - レディング                 | KNVN                               | 24（24）            | 2020年 1   | NBC テレムンド（DT2）                           |
| ハワイ州ホノルル                                  | KITV                               | 4（20）             | 2021年     | ABC MeTV（DT2）                                 |
| ハワイ州ヒロ                                      | KHVO（KITVのサテライト）           | 4（18）             | 2021年     | ABC MeTV（DT2）                                 |
| ハワイ州ワイルク                                  | KMAU（KITVのサテライト）           | 4（29）             | 2021年     | ABC MeTV（DT2）                                 |
| イリノイ州ハリスバーグ - カーボンデール           | WSIL-TV ¤                          | 3（34）             | 2021年     | ABC                                             |
| ミズーリ州ポプラブラフ                            | KPOB-TV ¤ （WSIL-TVのサテライト）  | 15（15）            | 2021年     | ABC                                             |
| イリノイ州ロックフォード                          | WREX ¤                             | 13（13）            | 2021年     | NBC MeTV（DT3）                                 |
| インディアナ州エバンズビル                        | WEVV-TV #                          | 44（28）            | 2019年     | CBS FOX/マイネットワークTV（DT2）               |
| インディアナ州エバンズビル                        | WEEV-LD # （WEVV-DT2のリピーター） | 47（21）            | 2019年     | FOX/マイネットワークTV                          |
| インディアナ州フォートウェイン                    | WFFT-TV §                          | 55（20）            | 2020年     | FOX                                             |
| インディアナ州テレホート                          | WTHI-TV §                          | 10（10）            | 2020年     | CBS FOX/マイネットワークTV（DT2） The CW（DT3） |
| インディアナ州ウェストラファイエット              | WLFI-TV §                          | 18（11）            | 2020年     | CBS The CW（DT2）                               |
| アイオワ州メイソンシティ - ミネソタ州ロチェスター | KIMT §                             | 3（24）             | 2020年     | CBS マイネットワークTV（DT2）                   |
| アイオワ州ウォータールー - シーダーラピッズ       | KWWL ¤                             | 7（7）              | 2021年     | NBC MeTV（DT3）                                 |
| ルイジアナ州ラファイエット                        | KADN-TV #                          | 15（16）            | 2019年     | FOX NBC（DT2） マイネットワークTV（DT3）        |
| ルイジアナ州ラファイエット                        | KLAF-LD #                          | 14（14）            | 2019年     | NBC                                             |
| ミシガン州フリント - サギノー                     | WJRT-TV ¤                          | 12（12）            | 2021年     | ABC MeTV（DT2）                                 |
| ミシシッピ州テューペロ - コロンバス               | WTVA §                             | 9（11）             | 2020年     | NBC ABC（DT2）                                  |
| ミシシッピ州テューペロ - コロンバス               | WLOV-TV                            | 27（16）            | 2020年 2   | FOX                                             |
| オレゴン州ユージーン                              | KEZI §                             | 9（9）              | 2020年     | ABC                                             |
| オレゴン州メドフォード - クラマスフォールズ       | KDRV §                             | 12（12）            | 2020年     | ABC                                             |
| オレゴン州メドフォード - クラマスフォールズ       | KDKF § （KDRVのサテライト）        | 31（29）            | 2020年     | ABC                                             |
| ウィスコンシン州ラクロス - オークレア             | WXOW ¤                             | 19（28）            | 2021年     | ABC                                             |
| ウィスコンシン州ラクロス - オークレア             | WQOW ¤ （WXOWの準サテライト）      | 18（25）            | 2021年     | ABC                                             |
| ウィスコンシン州マディソン                        | WKOW ¤                             | 27（26）            | 2021年     | ABC                                             |
| ウィスコンシン州ウォーソー - クランドン           | WAOW ¤                             | 9（9）              | 2021年     | ABC                                             |
| ウィスコンシン州ウォーソー - クランドン           | WMOW ¤ （WAOWのサテライト）        | 4（13）             | 2021年     | ABC                                             |

その他の備考：
- 1 マックスエア・メディア有限責任会社（Maxair Media, LLC.）が所有するアレン・メディアは、共有サービス契約（SSA）に基づいて放送局を運営している。
- 2 コースタル・テレビジョン・ブロードキャスティング・カンパニー有限責任会社（Coastal Television Broadcasting Company LLC.）が所有するアレン・メディアは、共有サービス契約に基づいて放送局を運営している。

#### テレビネットワーク
次の無線専門ネットワークは、2020年10月にMGMテレビジョンからアレン・メディア・グループに買収された。
- TheGrio（英語版）.TV - アフリカ系アメリカ人の文化に焦点を当てたネットワーク。
- ディスTV（英語版） - 主にMGMライブラリの映画に焦点を当てたネットワーク。

### エンターテインメント・スタジオズ・モーション・ピクチャーズ
| 年     | 公開日         | 映画タイトル                                       | 監督                       | 興行収入    | 脚注   |
| ------ | -------------- | -------------------------------------------------- | -------------------------- | ----------- | ------ |
| 2017年 | 2017年6月16日  | 海底47m 47 Meters Down                             | ヨハネス・ロバーツ         | 4,430万ドル | [ 40 ] |
| 2017年 | 2017年9月22日  | デッド・フレンド・リクエスト Friend Request        | サイモン・ヴァーホーヴェン | 370万ドル   | [ 41 ] |
| 2017年 | 2017年12月22日 | 荒野の誓い Hostiles                                | スコット・クーパー         | 4,090万ドル | [ 42 ] |
| 2018年 | 2018年3月9日   | ワイルド・ストーム The Hurricane Heist             | ロブ・コーエン             | 1,580万ドル | [ 43 ] |
| 2018年 | 2018年4月6日   | チャパキディック Chappaquiddick                    | ジョン・カラン             | 1,800万ドル | [ 44 ] |
| 2019年 | 2019年1月11日  | レプリカズ Replicas                                | ジェフリー・ナックマノフ   | 810万ドル   | [ 45 ] |
| 2019年 | 2019年8月16日  | 海底47m 古代マヤの死の迷宮 47 Meters Down: Uncaged | ヨハネス・ロバーツ         | 2,220万ドル | [ 46 ] |
| 2019年 | 2019年9月20日  | The Wedding Year                                   | ロバート・ルケティック     | —           | [ 47 ] |
| 2019年 | 2019年11月1日  | 氷の国のスイフティ 北極危機一髪! Arctic Dogs       | アーロン・ウッドリー       | 360万ドル   | [ 48 ] |

2016年、エンターテインメント・スタジオズは映画の配給を大幅に拡大し始めた。サンダンス映画祭で、「バース・オブ・ネイション」に2,000万ドルという驚きの入札を行い、フォックス・サーチライトに敗れた。同年7月、アンカー・ベイ・エンターテインメントと複数年のホームビデオ及びオンデマンド配信契約を結び、同社による将来の劇場公開をカバーした。スタジオは同月後半に最初の映画を取得し、ディメンション・フィルムズから「海底47m」の北アメリカ版の権利を取得した。2017年のトロント映画祭で、「チャパキディック」、「レプリカズ」、「荒野の誓い」も購入した。2018年に少なくとも18本の映画を配給することを目指した。同年1月、アレンの映画配給モデルについて、次のように述べている。
私たちはスタジオのかけらを追いかけている。彼らは、4,000万ドルから6,000万ドルの映画を望んでいない。私たちはこれらの数字に完全に満足しており、それが私たちが追求していることである。私たちのことは、ゆっくりとした発売と小さなリリースに非常に力を入れているということである。幅広いリリースを信じていることが私たちの哲学である。私たちは1,500～4,000スクリーンの映画が好きで、スタジオが望んでいないものを追い求めている。彼らはもっと大きなものを追いかけている。そして、彼らのかけらを取って、グルメな食事を作るつもりである。そして最終的には、かけら以上の追跡に移る。しかし、今日、私たちはかけらを追いかけている。
We're chasing the studio crumbs. They don't want movies that do $40 million to $60 million. We totally will be good with those numbers, and that is what we're pursuing. Our thing is we are really big on slow roll-outs and small releases. Our philosophy—we believe in wide releases. We like to have movies that are 1,500–4,000 screens and we are chasing what the studios don't want. They're chasing much bigger. And we're going to take their crumbs and make a gourmet meal. And then eventually we'll move on to chasing more than their crumbs. But today we're chasing the crumbs.

### ダイアモンド・スポーツ・グループ
エンターテインメント・スタジオズと提携して運営されるシンクレア・ブロードキャスト・グループの子会社であるダイアモンド・スポーツ・グループは、かつてはFOXスポーツネットワークとして知られていた地域スポーツネットワークのグループであるバリー・スポーツを運営するマスメディア企業である。同社は、21世紀フォックスの買収の一環としてチェーンを売却する必要があったウォルト・ディズニー・カンパニーからネットワークを買収するために2019年に設立された。